# Bárbara Goenaga
Bárbara Goenaga Bilbao, née le 20 juillet 1983, est une actrice espagnole.

## Biographie
Bárbara Goenaga est née le 20 juillet 1983 à Saint-Sébastien, capitale de la province du Guipuscoa, dans la communauté autonome du Pays basque. Elle est la fille du peintre Juan Luis Goenaga (es) et la nièce de l'actrice et réalisatrice Aizpea Goenaga,.
Ses premiers pas dans l'interprétation ont lieu à l'âge de trois ans, dans la série Bai Horixe de Juan Miguel Gutiérrez. À neuf ans, elle fait ses débuts au cinéma dans le film Los años oscuros d'Arantxa Lazkano. Sur la chaîne de télévision de la Communauté autonome basque, Euskal Telebista, elle participe à diverses séries comme Beni eta Marini (1991), Duplex (1993) et Goenkale (1994-2000).
Devenue populaire avec la série Goenkale, et étant reconnue n'importe où en Euskadi, elle décide à l'âge de seize ans d'aller s'installer à Madrid,. Elle apparaît alors dans des séries comme El grupo.
Dans les années 2000, elle joue dans El regalo de Silvia (2002), dirigée par Dionisio Pérez Galindo, Amor en defensa propia (2004) de Rafa Russo, La luna en botella (2006) de Grojo, Oviedo Express (2007) de Gonzalo Suárez, Timecrimes (2007) de Nacho Vigalondo ou La buena noticia (2008) d'Helena Taberna. En 2008, elle est nommée pour le Goya du meilleur espoir féminin pour son rôle dans Oviedo Express.
Durant l'année 2009, elle joue dans Sin retorno de Miguel Cohan, et en 2010 dans Agnosia d'Eugenio Mira. Une de ses dernières apparitions à la télévision a été dans le rôle d'Inés Saavedra, la protagoniste de la 1re saison de la série Amar es para siempre (suite de la série Amar en tiempos revueltos).

### Vie privée

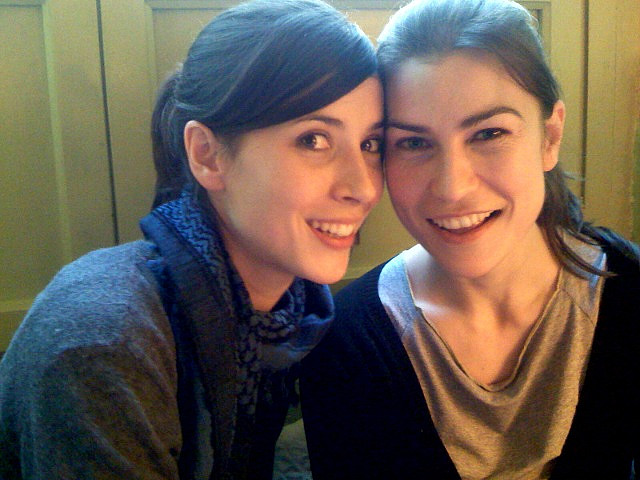
Bárbara Goenaga et Salomé Jiménez.

Elle a eu une relation avec l'acteur Óscar Jaenada avec lequel elle a un fils né en février 2011.
En couple depuis fin 2014 avec un responsable politique du Parti populaire espagnol, Borja Sémper, elle accouche le 18 février 2016 d'un petit garçon prénommé Telmo,.

## Filmographie

### Cinéma

#### Courts métrages
- 1995 : Adiós Toby, adiós de Ramón Barea — la fille
- 2001 : Lauburu de Luis Ange Ramírez — Olaia
- 2003 : Las superamigas contra el profesor Vinilo de Domingo González — Golosina
- 2005 : El invierno pasado de Rubén Alonso — Ali
- 2005 : Choque de Nacho Vigalondo — Lorena
- 2010 : Salva el Mundo de Borja Echevarría
- 2014 : Tú y yo de David Bisbal et Kike Maíllo (moyen métrage) — Cristina
- 2014 : Óscar desafinado de Mikel Alvariño — Ana
- 2018 : Banco (70 binlandes) de Koldo Serra : Eva

#### Longs métrages

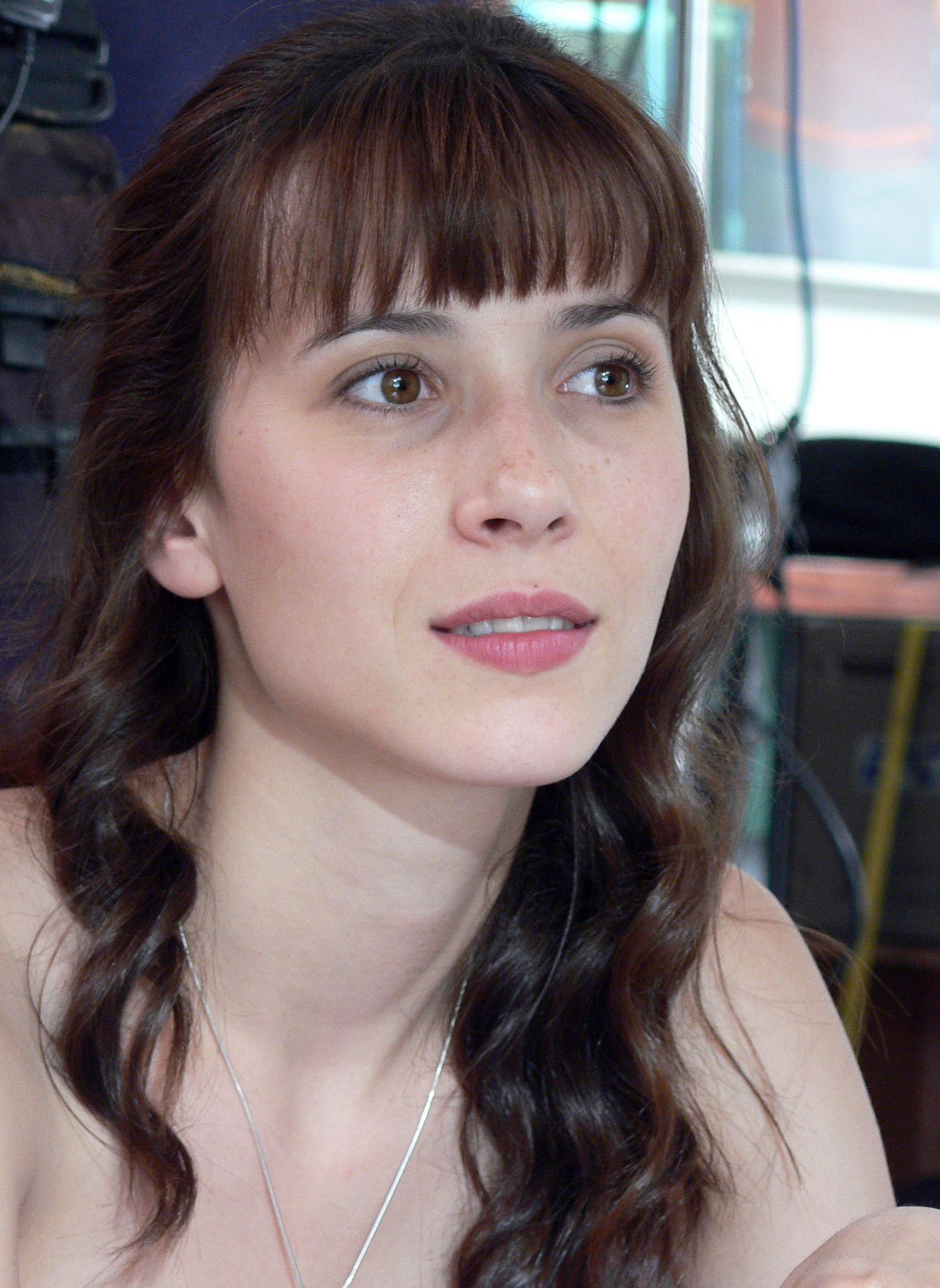
Bárbara Goenaga pendant le tournage de 3:19.

- 1992 : Los años oscuros d'Arantxa Lazkano — Itziar
- 2001 : Mi dulce de Jesús Mora — Laura
- 2003 : El regalo de Silvia de Dionisio Pérez Galindo — Silvia
- 2006 : Amor en defensa propia (es) de Rafa Russo — Bettina
- 2006 : Mia Sarah (es) de Gustavo Ron (es) — animatrice (voix uniquement)
- 2007 : Anestezsi de Miguel Alcantud — Eleanora
- 2007 : Timecrimes de Nacho Vigalondo — la fille dans le bois
- 2007 : Oviedo Express de Gonzalo Suárez — Emma
- 2007 : La luna en botella de Grojo — Alicia
- 2008 : 3:19 de Dany Saadia — Lisa
- 2008 : Un poco de chocolate (es) d'Aitzol Aramaio (es) — Roma
- 2008 : La buena noticia (es) d'Helena Taberna — Margari
- 2009 : Sukalde kontuak d'Aizpea Goenaga — Estefi
- 2010 : Izarren argia de Mikel Rueda — Victoria
- 2010 : Agnosia d'Eugenio Mira (en) — Joana Prats
- 2010 : Sin retorno de Miguel Cohan — Natalia Kaufman
- 2010 : Le Village des ombres de Fouad Benhammou — Lila Paredès
- 2012 : Bypass (es) d'Aitor Mazo (es) — Nerea
- 2015 : Pikadero de Ben Sharrock — Ane
- 2016 : La punta del iceberg de David Cánovas — Gabriela Benassar
- 2016 : Gernika de Koldo Serra : Karmen

### Séries télévisées
- 1986 : Bai Horixe (eu)
- 1991 : Beni eta Marini
- 1993 : Duplex
- 1994-1999 : Goenkale (eu) — Ainhoa
- 1999 : Condamnées à se comprendre — Mercedes
- 1999 : Le commissaire (es) (un épisode : Pères et fils) — Celia
- 2000 : Hospital Central (un épisode : Je retrouve) — Alicia
- 2000-2001 : El grupo (es) — Arantxa Ortega
- 2002 : A medias — Álex
- 2003 : Une nouvelle vie (un épisode : Un instant, une vie) — Eva
- 2005 : Vents d'eau (es) de Juan José Campanella — Felisa
- 2005 : Au fil de la loi (es) (un épisode : Ces jeux) — Virginia Núñez
- 2008 : Révélés — différents personnages
- 2009 : 23-F: Histoire d'une trahison — Arantza
- 2013 : Le monsieur d'Aube (un épisode : La dernière nuit) — Ana
- 2013 : Amar es para siempre — Inés Saavedra Bermejo
- 2014 : Raconte-moi comment cela s'est passé — Lucia[9]
- 2016 : Eskamak kentzen (es) — Itsaso
- 2022 : La nuit sera longue : Manuela Muñoz (6 épisodes)

## Théâtre
- 2003 : La maladie de la jeunesse de Ferdinand Bruckner, mise en scène Rubén Ochandiano
- 2004 : Histoire d'une échelle (es) d'Antonio Buero Vallejo, mise en scène Juan Carlos Pérez de la Fuente (es)
- 2005 : Visage d'argent (es) de Ramón María del Valle-Inclán, mise en scène Ramón Simó

## Distinctions

### Récompenses
- Plazara Gaztez Saria 2001 : prix annuel que délivrent les auditeurs du programme radiophonique Euskadi Gaztea[10]
- Prix Jokulariak 2001 de l'Association d'Acteurs Basques à la meilleure actrice de télévision pour la série El grupo[10]
- Prix 2003 de la meilleure interprète féminine dans le Festival de Lorca pour El regalo de Silvia[10]
- Prix Rideau Chivas 2004 aux arts escénicas de la meilleure actrice[10]
- Prix El Mundo au Cinéma Basque XII 2004 de la meilleure actrice[10]
- Prix Union d'Acteurs 2003 de la meilleure interprétation féminine pour Histoire d'une échelle[11]
- Prix de la meilleure actrice au XII Printemps Cinématographique de Lorca pour La luna en botella (section nouveaux réalisateurs)[10]
- Prix “Un futur de cinéma” 2008. 23 Festival International de cinéma Cinema Jove[5]
- Prix Femme Cosmopolitan 2010 de la meilleure actrice[12]

### Nominations

#### Prix Goya
- Goya 2008 : nomination au Goya du meilleur espoir féminin pour Oviedo Express.